# Štefanová
Štefanová este o comună slovacă, aflată în districtul Pezinok din regiunea Bratislava. Localitatea se află la altitudinea de 192 m deasupra n.m., se întinde pe o suprafață de 6,72 km2 și în 2017 număra 332 de locuitori.

## Istoric
Localitatea Štefanová este atestată documentar din 1588.

## Demografie
| An:                | 1994 | 2004   | 2014   | 2024    |
| ------------------ | ---- | ------ | ------ | ------- |
| Număr de persoane: | 351  | 324    | 348    | 395     |
| Diferență:         |      | −7,69% | +7,40% | +13,50% |

| An:                | 2023 | 2024   |
| ------------------ | ---- | ------ |
| Număr de persoane: | 402  | 395    |
| Diferență:         |      | −1,74% |